# オーガズム・コントロール
オーガズム・コントロール（エッジング、グーニングとも）は、オーガズムをコントロール、つまり、遅らせたり阻止したりする性的テクニックである。これは一人で、またはパートナーとともに実践され、クライマックスに達することなく長時間にわたって高いレベルの性的興奮を維持する。オーガズム・コントロールでは、セックスパートナーがもう一方のパートナーのオーガズムをコントロールするか、パートナーとの性行為中またはマスターベーション中に自分のオーガズムを遅らせる。コントロールされたオーガズムを体験するには、あらゆる性的刺激方法を使用することができる。
コントロールされたオーガズムが達成されると、従来のオーガズムに比べて肉体的な感覚がより大きくなる。オーガズムのコントロールは、「スローマスターベーション」や「延長された強烈なオーガズム（英: extended massive orgasm）」とも呼ばれる。男性が実践すると、射精後不応期なしに直接的な性的刺激を与えることができる場合がある。
エッジングをエッジプレイと混同しないように注意が必要である。エッジプレイは、エッジングとは異なる一連の性行為を指す。また、早漏、逆行性射精、無オーガズム症とも異なる。これらはすべて、不随意の医学的状態を表している。
エッジングとグーニングという用語は、ブレインロット用語としてZ世代とそれより下のアルファ世代に採用され、TikTokで人気を集めている。インターネットスラングでは、グーナーは快楽を求める人やポルノ出演者、また性的なこと以外の文脈での極度の興奮や執着を指すためによく使用される。

## パートナーとのセックス
パートナーとの性行為やその他の性的刺激の際に、一方が他方を刺激し、オーガズムに近づくと刺激のレベルを下げる。性的拒否は、相手のオーガズムをコントロールしている側が性的緊張を高めるためにオーガズムを長引かせることで起こる。最終的にパートナーが十分な刺激を与えてオーガズムに達すると、長時間の刺激によって緊張と興奮が高まり、通常よりも強いオーガズムに達することがある。パートナーとのセックスにおけるオーガズム・コントロールの使用例は、BDSMに見られる。オーガズムをコントロールされるパートナーは縛られることがある。この行為はタイ・アンド・ティーズ（緊縛責め）と呼ばれることもあるが、オーガズムが否定される場合はティーズ・アンド・デナイアルと呼ばれる。

## マスターベーション
一人でマスターベーションをする場合、オーガズムをコントロールすることで性的快感を高めることができる。女性の場合、より長い時間、頻度と強度を増しながら直接的な性的刺激を楽しむことができる。男性の場合、射精の限界に達するまでオナニーのスピードを変える必要があるかもしれない。オーガズム・コントロールにより、男性はより強烈なオーガズムを経験できるだけでなく、射精時に放出される精液の量も増加する。一般的に「エッジング」と呼ばれるテクニックの一つは、オーガズムが起こる直前まで自慰行為を続け、その後、クライマックスを経験する前に突然停止することである。このテクニックを一回のマスターベーション中に何度も繰り返すと、より強く激しいオーガズムが得られる可能性がある。

## 注記
1. グーニングとは、長期間にわたるエッジングの結果として一部の人々が経験するトランスのような精神状態を指し、時には向精神薬の助けを借りて行われる。この行為は、ポルノの使用を伴い、ポルノの使用を助長することがよくある。